# Ithyphallic
Ithyphallic – piąty album studyjny amerykańskiej grupy muzycznej Nile. Wydawnictwo ukazało się 17 lipca 2007 roku w USA oraz 20 lipca tego samego roku w Europie nakładem wytwórni muzycznej Nuclear Blast. Płyta została poprzedzona singlem do utworu "Papyrus Containing the Spell to Preserve Its Possessor Against Attacks from He Who Is in the Water", który ukazał się 22 czerwca 2007 roku. W ramach promocji zrealizowany został również teledysk w reżyserii Juana "Punchy" Gonzaleza.

## Lista utworów
Opracowano na podstawie materiału źródłowego.
| Nr  | Tytuł utworu                                                                                         | Słowa        | Muzyka                                          | Długość |
| --- | --- | ------------ | ----------------------------------------------- | ------- |
| 1.  | „What Can Be Safely Written”                                                                         | Karl Sanders | George Kollias, Karl Sanders                    | 8:15    |
| 2.  | „As He Creates So He Destroys”                                                                       | Karl Sanders | Dallas Toler-Wade, George Kollias               | 4:36    |
| 3.  | „Ithyphallic”                                                                                        | Karl Sanders | George Kollias, Karl Sanders                    | 4:40    |
| 4.  | „Papyrus Containing the Spell to Preserve Its Possessor Against Attacks from He Who Is in the Water” | Karl Sanders | George Kollias, Karl Sanders                    | 2:57    |
| 5.  | „Eat of the Dead”                                                                                    | Karl Sanders | George Kollias, Karl Sanders                    | 6:29    |
| 6.  | „Laying Fire Upon Apep”                                                                              | Karl Sanders | George Kollias, Karl Sanders                    | 3:25    |
| 7.  | „The Essential Salts”                                                                                | Karl Sanders | Dallas Toler-Wade, George Kollias               | 3:51    |
| 8.  | „The Infinity of Stone”                                                                              | Karl Sanders | Karl Sanders                                    | 2:04    |
| 9.  | „Language of the Shadows”                                                                            | Karl Sanders | Dallas Toler-Wade, George Kollias               | 3:30    |
| 10. | „Even the Gods Must Die”                                                                             | Karl Sanders | Karl Sanders, Dallas Toler-Wade, George Kollias | 10:01   |
|     | |              |                                                 | 49:48   |

| Utwory dodatkowe | Utwory dodatkowe                                                                                     | Utwory dodatkowe     | Utwory dodatkowe                  | Utwory dodatkowe |
| Nr               | Tytuł utworu                                                                                         | Słowa                | Muzyka                            | Długość          |
| ---------------- | --- | -------------------- | --------------------------------- | ---------------- |
| 1.               | „As He Creates So He Destroys”                                                                       | utwór instrumentalny | Dallas Toler-Wade, George Kollias | 4:50             |
| 2.               | „Papyrus Containing the Spell to Preserve Its Possessor Against Attacks from He Who Is in the Water” | utwór instrumentalny | George Kollias, Karl Sanders      | 2:56             |
|                  | |                      |                                   | 7:46             |

## Twórcy
Opracowano na podstawie materiału źródłowego.
| - Karl Sanders – gitara elektryczna, śpiew - Dallas Toler-Wade – gitara basowa, gitara elektryczna, śpiew - George Kollias – perkusja, instrumenty perkusyjne - Chris Lollis – gościnnie śpiew |  | - Neil Kernon – inżynieria dźwięku, produkcja muzyczna - Davide Nadalin – okładka, oprawa graficzna - Bob Moore – inżynieria dźwięku, obsługa techniczna |

## Listy sprzedaży
| Lista                   | Kraj              | Pozycja |
| ----------------------- | ----------------- | ------- |
| UK Albums Chart         | Wielka Brytania   | 139     |
| Suomen virallinen lista | Finlandia         | 13      |
| SNEP                    | Francja           | 113     |
| MegaCharts              | Holandia          | 97      |
| Media Control Charts    | Niemcy            | 76      |
| Billboard 200           | Stany Zjednoczone | 162     |
| Top Heatseekers         | Stany Zjednoczone | 4       |